# NGC 471
NGC 471 là một thiên hà dạng hạt đậu nằm cách Trái Đất khoảng 168 triệu năm ánh sáng trong chòm sao Song Ngư. Nó được phát hiện bởi nhà thiên văn học người Đức Albert Marth vào ngày 3 tháng 11 năm 1864.